# نوترون
نوترون (به انگلیسی: Neutron) (با نشان {\displaystyle {\ce {n^0}}}) ذره‌ای است که در هستهٔ اتم، کنار پروتون‌ها قرار دارد و برخلاف آن‌ها هیچ بار الکتریکی ندارد. جرم آن کمی بیشتر از پروتون است. نوترون باعث پایداری هسته می‌شود و اگر تعدادش زیاد یا کم باشد، اتم ممکن است ناپایدار و پرتوزا شود.
نوترون یکی از ذرات هسته‌ای اتم با بار الکتریکی خنثی و جرم مطلق ۲۷- ۱۰ × ۱٬۶۷۴۸۲ کیلوگرم و جرم نسبی ۱٬۰۰۸۶۶۵۴۱ است و به همراه پروتون، جرم اتم را تشکیل می‌دهند. تمامی اتم‌ها (به جز هیدروژن معمولی یا پروتونیوم) در هستهٔ خود نوترون دارند. نوترون از یک کوارک بالا و دو کوارک پایین ساخته شده‌است.
جیمز چادویک در سال ۱۹۳۲ این ذره را، که رادرفورد در سال ۱۹۲۰ وجود آن را پیش‌بینی کرده بود، کشف کرد. پروتون‌ها ذراتی با بار الکتریکی مثبت هستند و توسط نیروی کولنی به شدت همدیگر را دفع می‌کنند. 
علت این‌که پروتون‌های کنارهم همدیگر را دفع نمی‌کنند، برهم‌کنش آن‌ها با نوترون‌ها توسط نیروی هسته‌ای قوی است.
نوترون در حال آزاد ذره‌ای ناپایدار است و عمر متوسط آن ۹۱۸ ثانیه است و به پروتون، الکترون و پادنوترینو واپاشیده می‌شود. به این واپاشی، واپاشی بتا منفی ({\displaystyle {\ce {\beta^{-}}}}) می‌گویند.
نسبت تعداد پروتون‌ها به نوترون‌ها در هستهٔ اتم‌های مختلف متفاوت است. برای مثال، نسبتِ تعداد نوترون‌ها به پروتون‌ها در اتم اکسیژن نسبت ۱ به ۱ است، در حالی که در اتم آهن به نسبت ۱۵ به ۱۳ است. طبق یک قاعدهٔ کلی که از اصل طرد پائولی نتیجه می‌شود، اگر این نسبت کمتر از ۱/۵ باشد؛ اتم پایدار است و فروپاشیده نمی‌شود و همین، دلیل اصلی پایدار بودن نوترون‌ها در داخل هستهٔ اتم است. هر اتمی که نسبت نوترون‌ها به پروتون‌های آن بیشتر از ۱/۵ باشد، ناپایدار است و در برخی از اتم‌ها با فروپاشی یکی از نوترون‌ها به پروتون و الکترون، سعی در برقراری این تعادل می‌شود. برای مثال:
{\displaystyle {\ce {^{137}_{55}Cs->{^{137}_{56}Ba}+{e^{-}}+{\bar {\nu _{e}}}}}}

## تاریخچه کشف نوترون
با اندازه‌گیری‌هایی که ارنست رادرفورد انجام داد، او متوجه شد که جرم هستهٔ اتم تقریباً دوبرابر تعداد پروتون‌ها است. بدین ترتیب او پیش‌بینی کرد که ذره دیگری باید در هسته باشد تا این کمبود جرم را جبران کند.
در سال ۱۹۳۲ جیمز چادویک آزمایشی ترتیب داد. او بریلیم را با ذرات آلفا بمباران کرد و متوجه شد که ذرّه‌ای با قدرت نفوذ بسیار بالا از هستهٔ اتم بیرون می‌زند که در میدان مغناطیسی منحرف نمی‌شود. او ابتدا فکر کرد که این باید اشعه X یا گاما باشد؛ اما هنگامی که سرعت آن را اندازه گرفت، متوجه شد که سرعت این ذره یک دهم سرعت نور است. به همین دلیل این ذره را که جرم آن حدود جرم پروتون بود، بار الکتریکی نداشت و سرعت آن یک دهم سرعت نور بود، نوترون نامید و آن را به هسته نسبت داد.
داستان کشف نوترون و خصوصیات آن برای تحولات خارق‌العاده در فیزیک اتمی که در نیمه اول قرن ۲۰ رخ داده‌است، محوری است و در نهایت در سال ۱۹۴۵ به بمب اتمی منتهی شد. در مدل رادرفورد در سال ۱۹۱۱، اتم متشکل از یک هسته عظیم با بار مثبت است که توسط ابر بسیار بزرگتر از الکترونهای با بار منفی احاطه شده‌است. در سال ۱۹۲۰، رادرفورد اظهار داشت که این هسته از پروتونهای مثبت و ذرات با بار خنثی تشکیل شده‌است، اتم تنها به پروتون و الکترون محدود نشده‌است. فرض بر این بود که الکترونها در درون هسته ساکن هستند زیرا مشخص شد که تابش بتا از الکترونهای ساطع شده از هسته تشکیل شده‌است. رادرفورد این نوترون‌ها را ذرات غیرقابل شارژ می‌نامید، و از ریشهٔ لاتین کلمه خنثی (نوتری) و پسوند یونانی -on (پسوند مورد استفاده در نام‌های ذرات زیر اتمی، یعنی الکترون و پروتون) نام نوترون را بر این ذره گذاشت. با این حال، منابع مربوط به کلمه نوترون را می‌توان حتی در مطالعات تا اوایل سال ۱۸۹۹ نیز یافت.